# Барово (община Сопище)
Вижте пояснителната страница за други значения на Барово.
Барово (на македонска литературна норма: Барово) е село в община Сопище, Северна Македония.

## География
Разположено е в областта Кършияка в южното подножие на планината Водно.

## История
На 2 km северозападно, на връх във Водно, е разположена късноантичната крепост Кале.
Църквата „Свети Никола“ вероятно е от XVI век. В XIX век Барово е село в Скопска каза на Османската империя. Според статистиката на Васил Кънчов („Македония. Етнография и статистика“) от 1900 г. Барово е населявано от 105 жители българи християни и 35 арнаути мохамедани.
Цялото християнско население на селото е под върховенството на Българската екзархия. По данни на секретаря на екзархията Димитър Мишев („La Macédoine et sa Population Chrétienne“) в 1905 година в Барово има 128 българи екзархисти и в селото работи българско училище.
След Междусъюзническата война в 1913 година селото попада в Сърбия.
На етническата си карта от 1927 година Леонард Шулце Йена показва Барово (Barovo) като албанско село.
На етническата си карта на Северозападна Македония в 1929 година Афанасий Селишчев отбелязва Барово като смесено българо-албанско село.
Според преброяването от 2002 година селото има 23 жители.
| Националност     | Всичко |
| северномакедонци | 9      |
| албанци          | 13     |
| турци            | 0      |
| роми             | 0      |
| власи            | 0      |
| сърби            | 1      |
| бошняци          | 0      |
| други            | 0      |